# Martial Rèbe
Alfred Martial Alexandre Reeb dit Martial Rèbe, né à Sèvres le 4 septembre 1888 et mort à Mont-de-Marsan le 9 février 1978, est un acteur français.

## Filmographie
- 1934 : Le Paquebot Tenacity de Julien Duvivier : un marin anglais
- 1934 : Le Père Lampion de Christian-Jaque : l'ambassadeur
- 1936 : Tarass Boulba d'Alexis Granowsky : un Polonais
- 1937 : L'Affaire Lafarge de Pierre Chenal : le médecin
- 1937 : Forfaiture de Marcel L'Herbier : l'avocat général
- 1937 : La Tragédie impériale de Marcel L'Herbier : Lliodore
- 1937 : Yoshiwara de Max Ophüls : le président du tribunal
- 1938 : Les Disparus de Saint-Agil de Christian-Jaque : le surveillant des dortoirs
- 1938 : Le Drame de Shanghaï de Georg-Wilhelm Pabst
- 1938 : La Fin du jour de Julien Duvivier : Fernand
- 1938 : La Maison du Maltais de Pierre Chenal : Ibrahim, le maltais
- 1938 : Le Quai des brumes de Marcel Carné : un client
- 1938 : Le Roman de Werther de Max Ophüls
- 1939 : Rappel immédiat de Léon Mathot
- 1940 : La Comédie du bonheur de Marcel L'Herbier
- 1941 : Nous les gosses de Louis Daquin : le père de Fernand
- 1941 : La Symphonie fantastique de Christian-Jaque : le cocher
- 1942 : L'Assassin habite au 21 d'Henri-Georges Clouzot : le caissier sur le chantier
- 1942 : Lettres d'amour de Claude Autant-Lara : le président
- 1942 : Mermoz de Louis Cuny
- 1942 : Le Voyageur de la Toussaint de Louis Daquin : Lepart
- 1944 : L'Enfant de l'amour de Jean Stelli : Bowling
- 1945 : Master Love de Robert Péguy
- 1946 : Comédie avant Molière de Jean Tedesco (court métrage)
- 1948 : Clochemerle de Pierre Chenal
- 1948 : D'homme à hommes de Christian-Jaque : un soldat
- 1948 : Halte... Police ! de Jacques Séverac : un journaliste
- 1948 : Le Paradis des pilotes perdus de Georges Lampin : le météo
- 1949 : Dans la vie tout s'arrange de Marcel Cravenne
- 1949 : Histoires extraordinaires de Jean Faurez : Barnabé
- 1949 : La Marie du port de Marcel Carné : le commissaire priseur
- 1950 : Juliette ou la clé des songes de Marcel Carné : l'employé
- 1951 : Pardon My French de Bernard Vorhaus : Mobet
- 1953 : Thérèse Raquin de Marcel Carné : M. Grivet
- 1953 : La Résurrection de Barnabé de Jean Faurez (court métrage)
- 1954 : La Soupe à la grimace de Jean Sacha : le secrétaire de Worden
- 1956 : Le Pays d'où je viens de Marcel Carné
- 1956 : Sous le ciel de Provence de Mario Soldati
- 1967 : Les Arnaud de Léo Joannon

## Théâtre
- 1920 : La Couronne de carton de Jean Sarment, mise en scène Lugné-Poe, Théâtre de l'Œuvre
- 1933 : Crime et Châtiment d'après Fiodor Dostoïevski, mise en scène Gaston Baty, Théâtre Montparnasse
- 1935-1936 : Les Caprices de Marianne d'Alfred de Musset, sous la direction de Gaston Baty au Théâtre Montparnasse, avec Marguerite Jamois et Georges Vitray.
- 1937 : Faust de Goethe, transposition d'Edmond Fleg, mise en scène Gaston Baty, Théâtre Montparnasse
- 1937 : Madame Capet de Marcelle Maurette, mise en scène Gaston Baty, Théâtre Montparnasse
- 1938 : Dulcinée de Gaston Baty, mise en scène Gaston Baty, Théâtre Montparnasse
- 1941 : La Mégère apprivoisée de Shakespeare, adaptation de G. de la Fouchardière, mise en scène Gaston Baty, Théâtre Montparnasse
- 1941 : Marie Stuart de Marcelle Maurette, mise en scène Gaston Baty, Théâtre Montparnasse
- 1947 : Huon de Bordeaux d'Alexandre Arnoux, mise en scène Georges Douking, Centre dramatique de l'Est
- 1953 : Flamineo de Robert Merle, mise en scène Georges Douking, Théâtre des Célestins
- 1953 : Huon de Bordeaux d'Alexandre Arnoux, mise en scène Georges Douking, Théâtre des Célestins
- 1955 : Le Tombeau d'Achille d'André Roussin, mise en scène Georges Douking, Comédie de Provence